# Instituto Ucraniano do Livro
O Instituto Ucraniano do Livro é uma instituição estatal vinculada ao Ministério da Cultura da Ucrânia. O instituto foi projectado para moldar a política estatal na indústria do livro, promover a leitura de livros na Ucrânia, apoiar a publicação de livros, incentivar as actividades de tradução e popularizar a literatura ucraniana no exterior.

## História
O Instituto do Livro Ucraniano foi criado em 2016. Rostislav Semkiv foi o primeiro director "interino" eleito da instituição e, em Junho de 2017, o Instituto tinha uma directora "oficial" - Tatiana Teren. Ela conseguiu lançar as bases das suas actividades: preparar documentação e organizar condições de trabalho. Seis meses depois, Teren foi embora. Antes da eleição do director seguinte as funções do chefe do Instituto eram desempenhadas por Sergey Yasinsky, que depois passaram para Ruslan Mironenko. De acordo com os resultados da nova competição, que aconteceu no dia 26 de Julho de 2018, a vencedora foi Olexandra Koval, directora da ONG “Fórum de editores”. Ela começou a trabalhar como directora interina a 10 de Outubro de 2018. No dia 12 de Dezembro, Olexandra Koval foi oficialmente nomeada para o cargo.

### Programa de reabastecimento da Biblioteca Pública
Em 2018, o Instituto Ucraniano do Livro implementou integralmente o programa de reabastecimento de bibliotecas públicas, que começou em 5 de Outubro. Para a sua implementação, o estado forneceu 120 milhões de hryvnias, redistribuindo fundos do programa Livro Ucraniano.
O Instituto Ucraniano do Livro recebeu 2779 inscrições de 137 editoras para consideração. O conselho de especialistas seleccionou 741 livros para compra a expensas do Estado. Realizou-se a reunião da comissão de concursos, os procedimentos de negociação com os editores, a reunião do Conselho Fiscal e a publicação dos contratos celebrados no sistema Prozorro. De acordo com os resultados do programa, as bibliotecas públicas receberam 984 449 exemplares de 91 editoras, que custaram 114.397.900 hryvnias.